# Božena Pacáková-Hošťálková
Božena Pacáková-Hošťálková (* 12. března 1946 Rakov) je česká odbornice v oblasti zahradní architektury a publicistka.

## Život
Absolvovala Vysokou školu zemědělskou v Brně, na které v Lednici studovala zahradnický obor. Ve své odborné praxi se věnuje zahradní architektuře a úpravám krajiny. Působila v Bratislavě v tamní památkové péči. Zde také sepsala své první dílo nazvané Bratislavské parky. Následně přešla do projekce v Brně a roku 1976 do Pražského střediska státní památkové péče a ochrany přírody, ve kterém pracovala v oddělení ochrany přírody do roku 1998. Publikovala ve sborníku Staletá Praha, v němž byla také členkou redakční rady. Oblastí jejího působení se staly památkově chráněné pražské zahrady a parky. K roku 1999 pracovala ve Státním ústavu památkové péče v Praze. 